# Paraphysemacris spinosus
Paraphysemacris spinosus is een rechtvleugelig insect uit de familie Pneumoridae. De wetenschappelijke naam van deze soort is voor het eerst geldig gepubliceerd in 1963 door Dirsh.